# Patra Manggala
Patra Manggala is een bestuurslaag in het regentschap Tangerang van de provincie Banten, Indonesië. Patra Manggala telt 3621 inwoners (volkstelling 2010).